# Kawasaki Z300
La Kawasaki Z300 è una motocicletta della casa motociclistica giapponese Kawasaki prodotta dal 2015 al 2018.

## Profilo e tecnica
È stata presentata in anteprima mondiale nel novembre 2014 ad EICMA a Milano, venendo poi venduta in Asia, Australia, Europa e Sud America.
La Z300 è alimentata da un motore bicilindrico parallelo a 4 tempi con distribuzione a doppio albero a camme in testa e 8 valvole (4 per cilindro) raffreddato a liquido dalla cilindrata di 296 cm³. Il propulsore produce una potenza massima di 29 kW (39 CV) a 11.000 giri/min e una coppia massima di 27 Nm a 10.000 giri/min. 
Il motore è alimentato da un sistema a doppia farfalla, come nella ZX6R e nella ZX10R, questo per garantire una combustione più omogenea per un'accelerazione migliore, e un maggior risparmio di carburante.
Inoltre è dotata dell'ABS.
La potenza viene gestita da un cambio manuale a 6 marce coadiuvato da una frizione multidisco antisaltellamento.
La Z300 viene fornita di serie con cerchi multirazze da 17" di diametro con canale da 4", dotati di pneumatici a tele incrociate IRC Road Winner. Gli pneumatici di serie misurano 110/70-17 54S all'anteriore e 140/70-17 66S al posteriore.